# Amma Asante

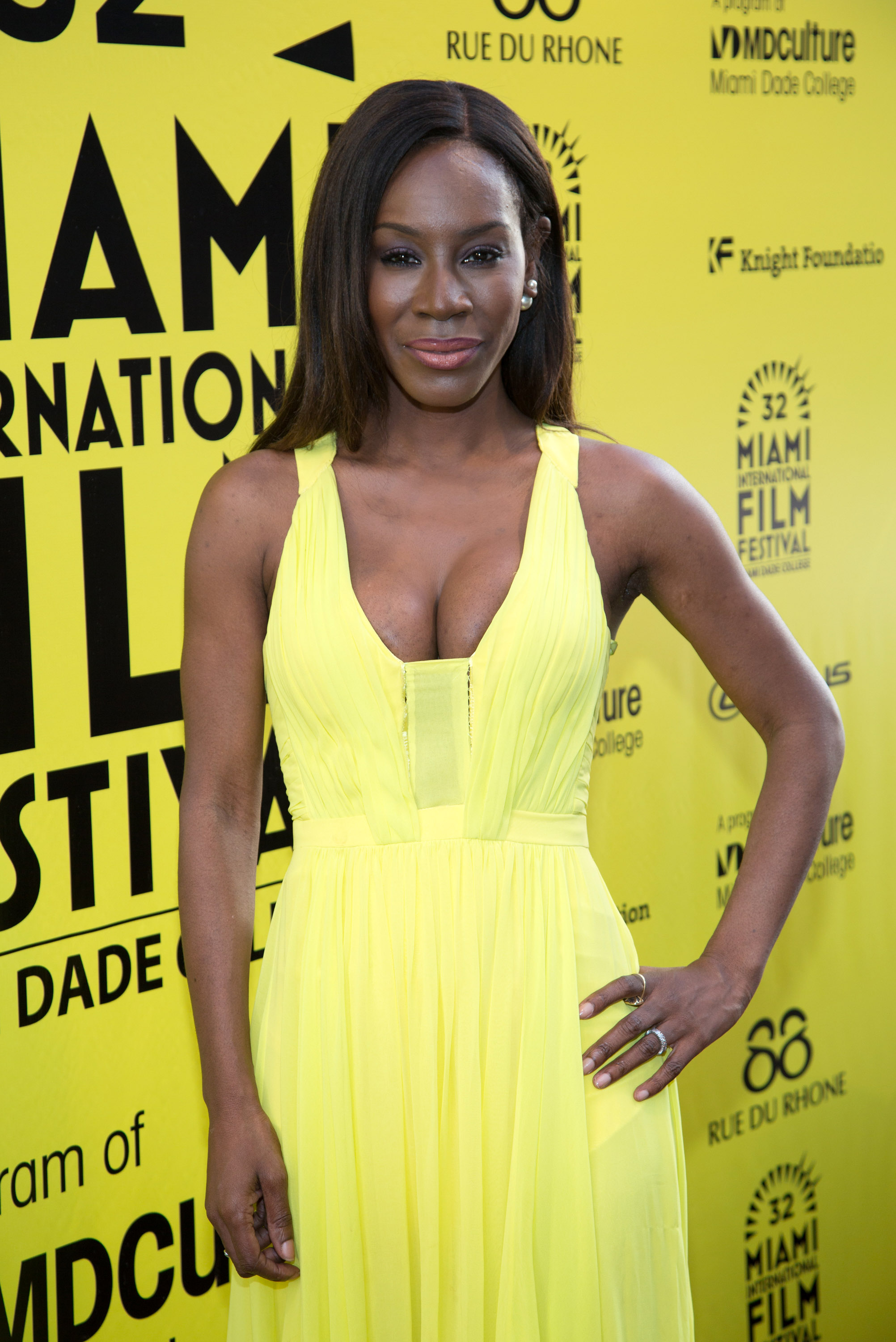
Amma Asante beim Miami Film Festival 2015

Amma Asante (* 13. September 1969 in Streatham) ist eine britische Schauspielerin und Regisseurin, die auch Drehbücher verfasste. Bekannt wurde sie unter anderem für ihre Regiearbeit für ihre Spielfilme Dido Elizabeth Belle und A Way of Life. Ihre Filme wurden mehrfach ausgezeichnet, unter anderem mit dem BAFTA Award. 2017 wurde Amma Asante zum Member of the Order of the British Empire (MBE) ernannt.

## Leben und Werk
Amma Asante wuchs als Tochter ghanaischer Immigranten in England auf. Sie begann jung als Schauspielerin in Fernsehserien wie Grange Hill, Desmond’s, und Birds of a feather mitzuwirken. Ihre Ausbildung erhielt sie an der Barbara Speake Stage School. Amma Asante gründete Ende der 1990er Jahre ihre eigene Produktionsfirma Tantrum Films, für die sie das Skript zur Serie Brothers and Sisters schrieb, die sie auch selbst produzierte. Auch ihren ersten Spielfilm A Way of Life produzierte sie über Tantrum Films. Dieser Film, der die Geschichte einer sehr jungen Mutter erzählt, greift bereits das Thema kultureller Konflikte auf, das auch im späteren Werk Asantes eine wichtige Rolle spielt.
Größere Bekanntheit erlangte Amma Asante mit ihrem Spielfilm Dido Elizabeth Belle (2013), der die Geschichte einer realen historischen Figur nacherzählt, die als Tochter eines englischen Kapitäns und einer versklavten Mutter im England des 18. Jahrhunderts aufwächst. Auch ihre nächsten Filme basierten auf historischen Tatsachen und beschäftigten sich mit Beziehungen über die Grenzen rassifizierter Identitäten hinweg. 2017 wurde Amma Asante zur Kanzlerin der Norwich University of the Arts ernannt.

## Filmografie (Auswahl)

### Regie
- 2004 A Way of Life, Spielfilm (Drehbuch ebenfalls von Amma Asante)
- 2013 Dido Elizabeth Belle, Spielfilm
- 2016 A United Kingdom – Ihre Liebe veränderte die Welt, Spielfilm
- 2018 Where Hands Touch (Drehbuch ebenfalls von Amma Asante)
- 2019 The Handmaid's Tale: Der Report der Magd, Fernsehserie, zwei Episoden
- 2020 The Only Gadget You'll Ever Need
- 2021 A Letter to Loved Ones, Kurzfilm